# Finale de la Coupe des clubs champions européens 1957-1958
La finale de la coupe des clubs champions européens 1957-1958 voit le Real Madrid remporter un troisième titre de champion d'Europe d'affilée en s'imposant 3-2 contre l'AC Milan. C'est la première fois dans l'histoire de la compétition que le dénouement de la finale interviendra au terme des prolongations. Pendant une heure de jeu les deux équipes sont très prudentes et ne veulent pas prendre de risque en restant bien en place tactiquement. C'est une erreur de marquage de José Santamaría sur Juan Alberto Schiaffino qui permet à ce dernier d'ouvrir la marque pour les milanais 61e. À la 70e Milan trouve le poteau sur une frappe de Tito Cucchiaroni. Alfredo Di Stéfano égalise grâce à une frappe puissante 74e. La fin de match est totalement débridée, les deux formations inscrivent deux nouveaux buts par Ernesto Grillo 78e et Héctor Rial 79e. C'est Francisco Gento qui à la 107e donnera la victoire aux madrilènes. Précédemment sa frappe avait trouvé les montants 95e. 
Six joueurs sud américains évolueront sur la pelouse, certains spécialistes diront que cette finale aura été marqué d'une empreinte sud américaine, et plus exactement d'un style très argentin. Beaucoup d'observateurs ressentirent une sensation de lenteur, tant les deux équipes ont pendant longtemps eu la volonté de s'appliquer à ne pas perdre le ballon, tout en cherchant le moment le plus opportun pour placer une attaque. Quelques sifflets se feront entendre, des spectateurs voulant protester auprès des acteurs, jugés trop prudents dans leur jeu.

## Parcours des finalistes
Note : dans les résultats ci-dessous, le score du finaliste est toujours donné en premier (D : domicile ; E : extérieur).
| Real Madrid                         | Real Madrid                         | Real Madrid                         | Real Madrid                         |                     | AC Milan          | AC Milan | AC Milan  | AC Milan  | AC Milan |
| ----------------------------------- | ----------------------------------- | ----------------------------------- | ----------------------------------- | ------------------- | ----------------- | -------- | --------- | --------- | -------- |
| Adversaire                          | Total                               | Aller                               | Retour                              | Tour                | Adversaire        | Total    | Aller     | Retour    | Appui    |
| Exempté en tant que tenant du titre | Exempté en tant que tenant du titre | Exempté en tant que tenant du titre | Exempté en tant que tenant du titre | Préliminaire        | Rapid Vienne      | 10 - 8   | 4 - 1 (D) | 2 - 5 (E) | 4 - 2    |
| Royal Antwerp                       | 8 - 1                               | 2 - 1 (E)                           | 6 - 0 (D)                           | Huitièmes de finale | Glasgow Rangers   | 6 - 1    | 4 - 1 (E) | 2 - 0 (D) |          |
| Séville FC                          | 10 - 2                              | 8 - 0 (D)                           | 2 - 2 (E)                           | Quarts de finale    | Borussia Dortmund | 5 - 2    | 1 - 1 (E) | 4 - 1 (D) |          |
| Vasas SC                            | 4 - 2                               | 4 - 0 (D)                           | 0 - 2 (E)                           | Demi-finales        | Manchester United | 5 - 2    | 1 - 2 (E) | 4 - 0 (D) |          |

## Feuille de match
| ·              |                    |  |
| Titulaires :   |                    |  |
|                |                    |  |
| 1              | Juan Alonso        |  |
| 2              | Ángel Atienza      |  |
| 5              | José Santamaría    |  |
| 3              | Rafael Lesmes      |  |
| 4              | Juan Santisteban   |  |
| 6              | José María Zárraga |  |
| 7              | Joseito            |  |
| 8              | Raymond Kopa       |  |
| 9              | Alfredo Di Stéfano |  |
| 10             | Héctor Rial        |  |
| 11             | Francisco Gento    |  |
|                |                    |  |
| Entraîneur :   |                    |  |
| Luis Carniglia |                    |  |

| ·              |                         |  |
| Titulaires :   |                         |  |
|                |                         |  |
| 1              | Narciso Soldan          |  |
| 2              | Alfio Fontana           |  |
| 5              | Cesare Maldini          |  |
| 3              | Eros Beraldo            |  |
| 8              | Nils Liedholm           |  |
| 4              | Mario Bergamaschi       |  |
| 6              | Luigi Radice            |  |
| 10             | Ernesto Grillo          |  |
| 7              | Giancarlo Danova        |  |
| 9              | Juan Alberto Schiaffino |  |
| 11             | Tito Cucchiaroni        |  |
|                |                         |  |
| Entraîneur :   |                         |  |
| Giuseppe Viani |                         |  |

| ·              |                    |  |
| Titulaires :   |                    |  |
|                |                    |  |
| 1              | Juan Alonso        |  |
| 2              | Ángel Atienza      |  |
| 5              | José Santamaría    |  |
| 3              | Rafael Lesmes      |  |
| 4              | Juan Santisteban   |  |
| 6              | José María Zárraga |  |
| 7              | Joseito            |  |
| 8              | Raymond Kopa       |  |
| 9              | Alfredo Di Stéfano |  |
| 10             | Héctor Rial        |  |
| 11             | Francisco Gento    |  |
|                |                    |  |
| Entraîneur :   |                    |  |
| Luis Carniglia |                    |  |

| ·              |                         |  |
| Titulaires :   |                         |  |
|                |                         |  |
| 1              | Narciso Soldan          |  |
| 2              | Alfio Fontana           |  |
| 5              | Cesare Maldini          |  |
| 3              | Eros Beraldo            |  |
| 8              | Nils Liedholm           |  |
| 4              | Mario Bergamaschi       |  |
| 6              | Luigi Radice            |  |
| 10             | Ernesto Grillo          |  |
| 7              | Giancarlo Danova        |  |
| 9              | Juan Alberto Schiaffino |  |
| 11             | Tito Cucchiaroni        |  |
|                |                         |  |
| Entraîneur :   |                         |  |
| Giuseppe Viani |                         |  |